# Rik Hoogendoorn
Hendrik Johannes (Rik) Hoogendoorn (Hoogvliet, 31 maart 1958) is een Nederlands acteur.

## Biografie

### Televisieprogramma's
Hoogendoorn, afgestudeerd aan de Academie voor Kleinkunst in Amsterdam, is vooral bekend in zijn rol als Rik in het populaire televisieprogramma Sesamstraat, maar hij begon in 1987 als schrijver voor de TROS-serie Familie Oudenrijn. Daarna verleende hij zijn medewerking aan VPRO-programma's zoals De mus met de lange poten (commentaarstem in een van oorsprong Duitse serie), De Jeezie Mekreezie Show (Frans Stokbrood), Natte Mannen en de nagesynchroniseerde Zweedse serie Karlsson van het Dak.
Verder speelde Hoogendoorn in twee afleveringen van Flodder, in de RTL 4-series Niemand de deur uit! de rol van Wiebe Zijlstra en in Kees & Co (met onder anderen Simone Kleinsma) was hij te zien als vader en loodgieter Ben Heistee. Na een aantal seizoenen ging Hoogendoorn uit de serie, een wc-pot beëindigde het leven van zijn personage. Hoogendoorn speelde ook in de Talpa-serie Samen.
Van 2002 tot en met 2006 was Hoogendoorn medepresentator van het Sinterklaasjournaal met Dieuwertje Blok en was hij ter plaatse bij de intochten van Sinterklaas, als opvolger van Aart Staartjes. Daarnaast heeft Hoogendoorn twee jeugdboeken geschreven, Mark en het mysterie van het Boze Meertje en De jacht op de dierendoder, en staat hij in het theater.
Rik Hoogendoorn vertrok in 2007 uit Sesamstraat na een conflict met de NPS over herhalingsrechten van het programma. Sesamstraat liet weten dat hij niet meer welkom was. Naar aanleiding van dit conflict was hij ook niet meer te zien bij het Sinterklaasjournaal.

### Reclamespots
Tussen 1991 en 1993 speelde Hoogendoorn in een reeks Postbus 51-spotjes voor de campagne De auto kan best een dagje zonder U de rol van "Theo". Ook heeft hij diverse reclamespotjes ingesproken voor afwasmiddelenproducent Sun, worstenmaker Unox en supermarktketen Plus. Sinds 2016 speelt hij in de reclamespotjes van doe-het-zelf-keten Gamma.

### Overigen
Hoogendoorn schrijft ook kinderboeken en liedteksten. Het laatste nummer van hem dat op internet is verschenen heet Spijkenisse.
In 2012 maakte Rik Hoogendoorn samen met o.a. Fred Butter, Nance Coolen, Tony Neef en Esther Roord deel uit van de vakjury van de Gouden Pepernoot. Deze stichting reikt prijzen uit aan de beste Sinterklaasinitiatieven van Nederland.

## Film en televisie
- Het Feest van Tante Rita 2 - De chocobom (2024) – Gilles Bakzeil
- Sint&Co, televisieserie (2017) – Oeps
- Flikken Maastricht, televisieserie (afl. Retraite, 2016) – Privédetective
- Dokter Tinus, televisieserie (2014-2017) – Bert de Groot
- Flikken Maastricht, televisieserie (afl. Privé, 2014) – Privédetective
- Golden Girls, televisieserie (2012) – Buurman Fransen
- Keyzer & De Boer Advocaten, televisieserie (afl. Kind van de rekening, 2006) – Henk Bisschot
- Intensive care, televisieserie (afl. Reddende engel, 2006) – technicus Peter
- Open huis in Sesamstraat, televisiefilm (2005) – Rik
- Samen, televisieserie (afl. onbekend, 2005-2006) – Rudy
- Grijpstra & De Gier, televisieserie (afl. Uit naam der liefde, 2005) - Meindert
- Baantjer, televisieserie (afl. De Cock en de moord op de haringkoning, 2002) – Henk van der Vlis
- Kees & Co, televisieserie (56 afl., 1997-2001) – Ben Heistee
- The White Cowboy, televisieserie (25 afl., 1998) – verteller
- Flodder, televisieserie (afl. Huisarrest, 1998) – politieagent
- Rekenverhalen, televisieserie (1997, stem) – Whiz
- Flodder 3, film (1995) – magazijnchef in haven
- Flodder, televisieserie (afl. Verkiezingen, 1993) – Bernard
- 12 steden, 13 ongelukken, televisieserie (afl. Come back, 1993) – Johan
- Niemand de deur uit!, televisieserie (33 afl., 1992-1995) – Wiebe Zijlstra
- Sesamstraat, televisieserie (1992-2007) – Rik
- De Mankementenshow, televisieserie (1991) – sketches
- Suite 215, televisieserie (1991) – monteur
- In voor- en tegenspoed, televisieserie (afl. Draadloos, 1991) – de melkboer
- Zwarte maandag, film (1991) – rol onbekend
- Han de Wit, film (1990) – barkeeper
- The Jeessie Mekreezie Show, televisieserie (1990) – Presentator (Frans Stokbrood)
- Villa Achterwerk, televisieserie (1987-1992) – Neef Rik (alleen bij afwezigheid vaste presentatoren)

## Theater
- Otje, theater (2010) – Tos
- Oppas-opa (2020-2021) - Solovoorstelling, regie Helmert Woudenberg
- Zwarte Miep (2022-2023) - Solovoorstelling, regie Helmert Woudenberg

## Luisterboeken
- De avonturen van Pinkeltje (van Dick Laan)
- Pinkeltje in Artis (van Dick Laan)
- Pinkeltje in Madurodam (van Dick Laan)
- Lang geleden (van Arend van Dam)